# 麝香葡萄
麝香葡萄，也譯作玫瑰香葡萄是酿酒葡萄的一大家族，包括多个葡萄品种。多用于酿酒，也非常适合生食。麝香葡萄在全球范围广泛种植，颜色从白色到黑色不等，并带有浓郁的甜美花果香气。麝香葡萄品种的广度和数量表明其有可能是历史最悠久的葡萄品种。有研究认为大多数酿酒葡萄品种都是由麝香葡萄演化而来的。麝香葡萄的香气来自其中所含有的某些化学物质，如富含的单萜烯和高浓度的抗氧化剂类黄酮。由于其香气常能引来蜜蜂等昆虫，因此有人称该品种为“蜜蜂葡萄”。还有人推论麝香葡萄的外文单词来自于“Musca”，该词在拉丁文中的是“苍蝇”之意，这些苍蝇也常被这种芳香四溢的葡萄所吸引。

## 品种
白麝香葡萄（Muscat Blanc à Petits Grains）
也称作：Muscat Blanc, Moscato Bianco，小粒麝香葡萄（Moscatel de Grano Menudo, Moscatell de gra petit），金黄麝香葡萄（Yellow Muscat），桃红麝香葡萄（Moscatel Rosé），卡内利麝香葡萄（Muscat Canelli），弗龙蒂尼昂麝香葡萄（Muscat Frontignan, Muscat de Frontignan），阿尔萨斯麝香葡萄（Muscat d'Alsace），吕内勒麝香葡萄（Muscat Lunel），Muskateller，Sárgamuskotály。
正如其名字所说的那样，小粒白麝香的果实和籽都十分小。该品种的果皮并非如其品种名所说的那样总是白色的。实际上，该品种的果皮既可呈粉红和红色，也可是黑色（但黑色果皮的小粒白麝香果皮颜色较浅，因此它们能酿制出酒液呈红色的葡萄酒），此外，根据年份的不同，该品种的果皮颜色也大不相同。该品种的许多别名与该品种的黄色或金黄色果皮有关。白麝香有最浓缩的风味，包括淡淡的橙花及香料味，可惜产量不高，且容易染病，这些都限制了白麝香葡萄的种植。这类葡萄常被用于酿酒，如阿斯蒂起泡酒（Asti Spumante）,莱雷特起泡酒（Clairette de Die），谷伯姆-维尼斯麝香葡萄酒（muscat de Beaumes-de-Venise），有时托卡伊葡萄酒（Tokaji）也会使用这种葡萄。
红麝香葡萄（Muscat Rose à Petit Grains，Muscat Rouge à Petit Grains）
也称作：黄麝香葡萄（Moscato Giallo, Goldmuskateller），玫瑰麝香葡萄（Moscato Rosa, Rosenmuskateller）。这类麝香葡萄和白麝香葡萄色泽相近。
塞图巴尔麝香葡萄（Moscatel de Setúbal）和法瓦尤丝麝香葡萄（Moscatel de Favaios）
这种麝香葡萄是葡萄牙常见的麝香葡萄品种，常用来酿造开胃酒。
亚历山大麝香葡萄（Muscat of Alexandria）
也称作罗马麝香葡萄（Moscatel Romano），马拉加麝香葡萄（Moscatel de Málaga），Muscat Gordo Blanco，Hanepoot，Lexia，Zibibbo。这种麝香葡萄和小粒麝香葡萄的历史一样悠久，但是品质稍逊。亚历山大麝香葡萄果实较大且呈椭圆形，在炎热的气候条件下，该品种能茁壮生长，所产葡萄成熟度极高，产量也十分可观，甜味是其首要的特性，酿制出的葡萄酒酒力强劲，口感甘甜，但柔顺度不够。。如今亚历山大麝香葡萄通常用来制作葡萄干，或直接食用，也被用于酿造雪利酒，麝香葡萄酒或甜酒，如Moscatel de Valencia, Muscatel Passito。
奥托奈麝香葡萄（Muscat Ottonel）
也称为Moskately，是所有麝香葡萄里颜色最浅，个性最平淡的一种葡萄，相比白麝香和亚历山大麝香，该品种成熟时间晚，使得其很容易在气候较凉爽的产区栽种。在罗马尼亚，保加利亚，奥地利，斯洛文尼亚，克罗地亚，乌克兰地区常被用来酿造甜型葡萄酒，而在阿尔萨斯，斯洛伐克和匈牙利常被用来酿造干型葡萄酒。
黑麝香葡萄（Black Muscat）
也称作汉堡麝香葡萄（Muscat Hamburg, Moscato di Amburgo）。黑麝香葡萄是麝香葡萄中酿酒品质最差的一种葡萄，其最突出的特点是口感丰满，能长途运输。在东欧也被用来酿酒，但是在意大利、法国和澳大利亚，则主要用来食用。在加利福尼亚和塞浦路斯这种葡萄也用来酿造甜酒。而在中国，该品种与本土山葡萄（Vitis Amurensis）杂交，从而培植出了适合酿酒的新品种。
橙花麝香葡萄（Orange Muscat）
橙花麝香葡萄得名与其柑橘的芳香气味，在澳大利亚和加利福尼亚常被用来酿造甜酒。
科洛坎麝香葡萄（Muscat Crocant）
在塞尔维亚，用于酿造同名甜酒Muskat Krokan。在当地，这种葡萄只种植于蒂薩河流域的珍珠岛（Biserno Ostrvo）上。
摩拉维亚麝香葡萄（Moravian Muscat）
捷克广泛种植的新品种麝香葡萄。
除此之外，全球有上百种麝香葡萄的名称或叫法，其中许多是类似的葡萄品种，或仅仅是别名。

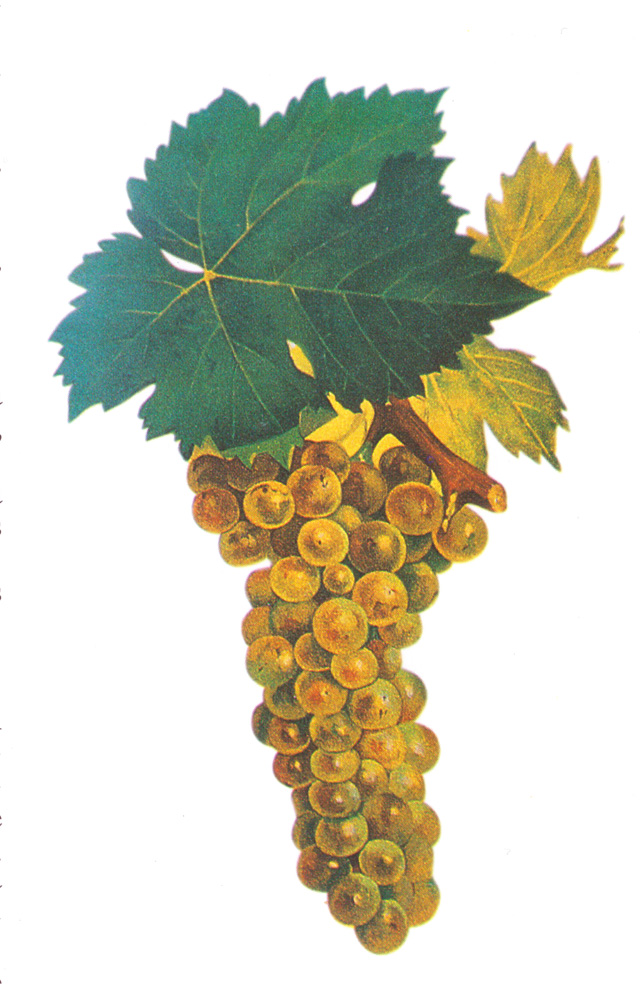
白麝香葡萄
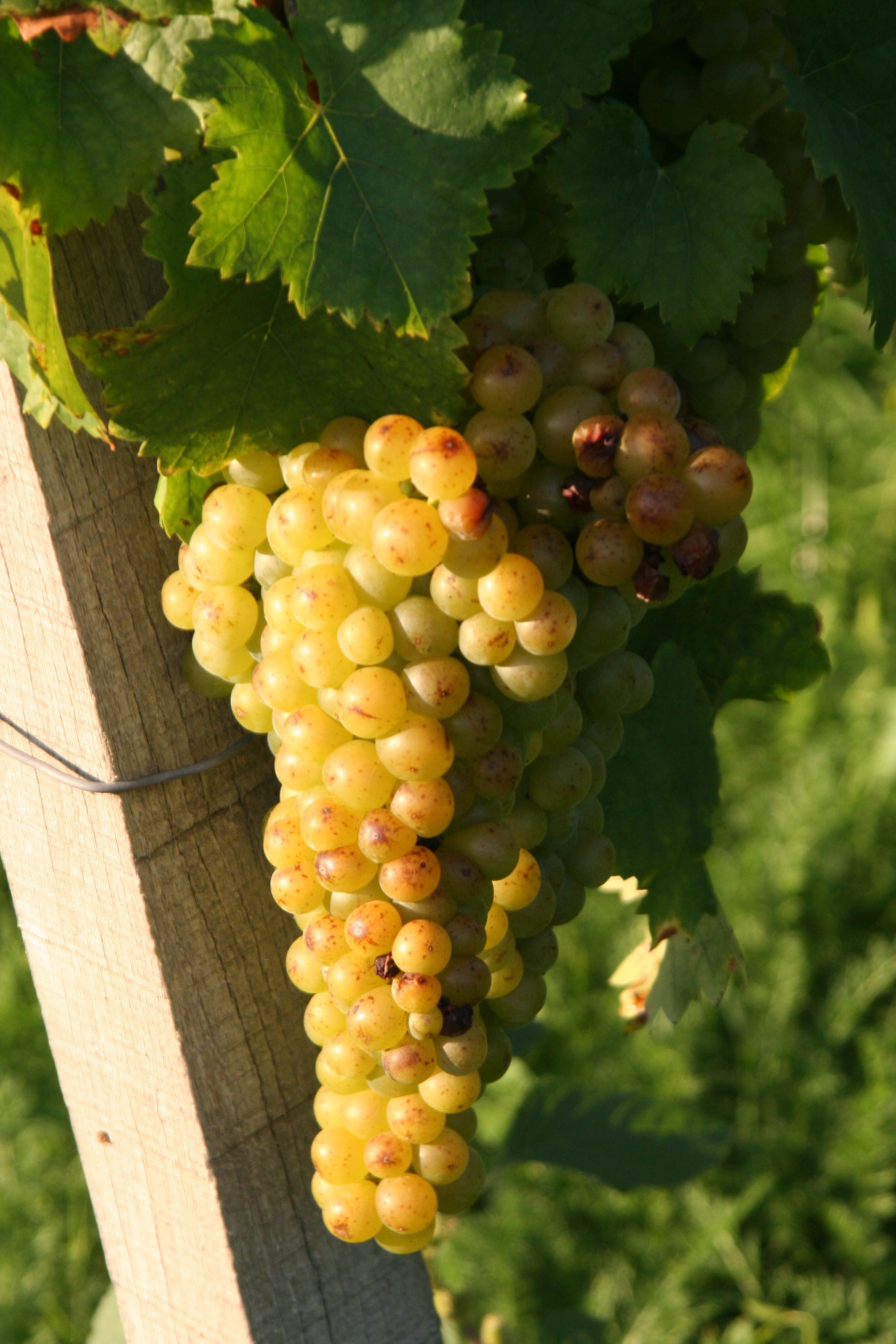
白麝香葡萄Gelber Muskateller
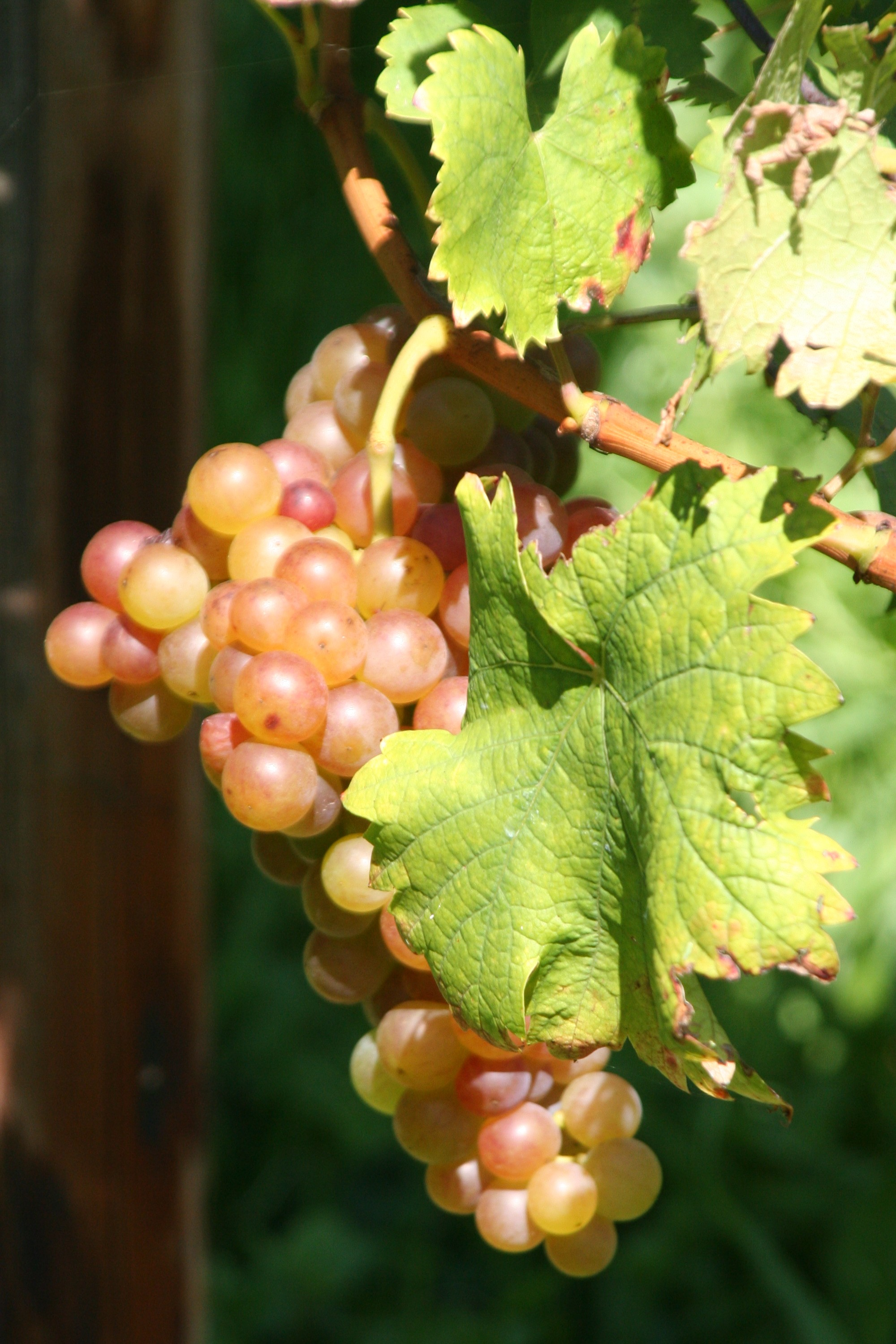
红麝香葡萄Roter Muskateller
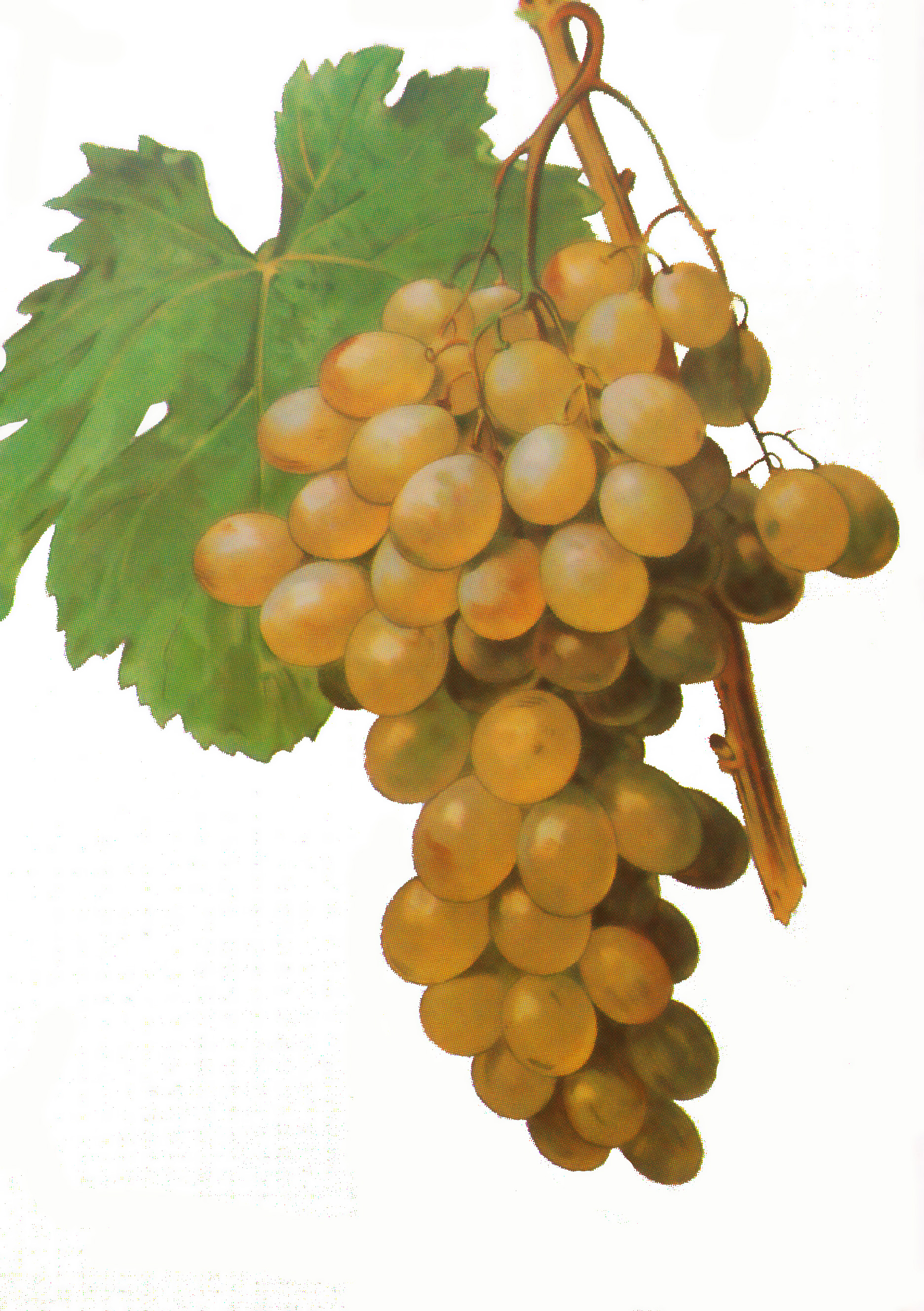
亚历山大麝香葡萄
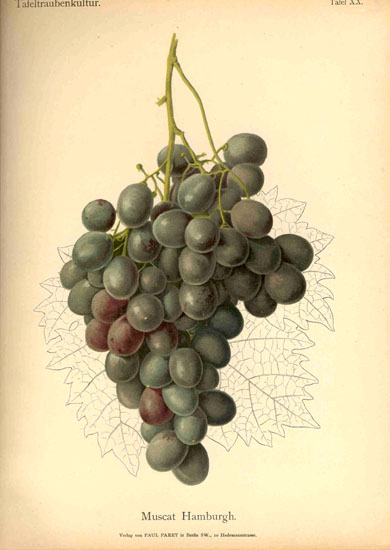
黑麝香葡萄
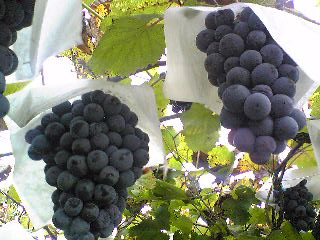
黑麝香葡萄

## 麝香葡萄酒

### 餐酒和氣泡酒
在智利、意大利和美国加利福尼亚，麝香葡萄是用来酿造餐酒的一种主选葡萄品种。在意大利，麝香葡萄被广泛的用于酿造起泡酒，比如著名的阿斯蒂氣泡酒。麝香葡萄标志性特点，使得麝香葡萄酒很容易和其他葡萄酒区别开。阿斯蒂莫斯卡托葡萄酒是一种低起泡麝香葡萄酒，使用皮埃蒙特地区种植的卡内利麝香葡萄（Muscat Canelli）酿造。皮埃蒙特地区拥有DOCG（指定原产地资质），还生产阿斯蒂巴贝拉葡萄酒，阿斯蒂多姿桃葡萄酒以及阿斯蒂起泡酒。在立陶宛，麝香葡萄也用来酿造一种称作Alita的起泡酒。

### 甜酒和加强葡萄酒
在世界各地，麝香葡萄被广泛的用来制作各种甜酒。通常，这些甜酒都是加强葡萄酒，也有一些晚收葡萄酒和贵腐葡萄酒使用麝香葡萄酿造。然而正式来说，麝香葡萄酒不属于甜酒。
在葡萄牙和西班牙，麝香葡萄也被广泛种植。在那里，麝香葡萄和使用麝香葡萄酿造的葡萄酒从被称为Moscatel或Muscatel。这些酒通常或是甜葡萄酒或是加强葡萄酒。这其中以葡萄牙塞图巴尔半岛的加强甜葡萄酒——塞图巴尔麝香葡萄酒最为著名。而杜罗河流域的法瓦尤丝麝香葡萄酒也同样有名。葡萄牙马德拉岛出产的马德拉酒有时也使用麝香葡萄酿造，虽然自上世纪起，这一地区麝香葡萄的种植一直在减少。
在西班牙，许多地区，特别是马拉加和赫雷斯，都酿造加强麝香葡萄酒，有时也会使用索雷拉陈酿系统酿造工艺。雪利酒同样会用到各种麝香葡萄。实际上，根据西班牙法律，只有三个葡萄品种被允许用于酿造雪利酒，而麝香葡萄正是其中之一。
在加利福尼亚州的东中部圣华金河谷，橙花麝香葡萄和黑麝香葡萄是酿造甜葡萄酒的主要葡萄品种。截至2012年2月，据统计，麝香葡萄酒已成为美国第三大消费量的白葡萄酒。
法国同样种植麝香葡萄，用于酿造甜葡萄酒VINS DOUX naturels。诸如Muscat de Beaumes-de-Venise，Muscat de Rivesaltes，Muscat de Frontignan，Muscat de Lunel，Muscat de Mireval和Muscat de St-Jean Minervois都是其中的佼佼者。
在澳大利亚維多利亞州拉瑟格伦地区，麝香葡萄被用来酿造强化甜葡萄酒，那里也使用索雷拉陈酿系统酿造一些年纪较老的酒。

### 白兰地和力娇酒
在秘鲁和智利，麝香葡萄酒作为基酒用来酿造一种称作皮斯可（Pisco）的类似白兰地的酒饮。而希腊也有类似的白兰地酒饮，称作梅塔莎（Metaxa）。
麝香葡萄酒和蜂蜜酒相混合调制的酒称作Muscadore。

## 麝香葡萄酒产地

### 澳大利亚
澳大利亚东南部的維多利亞州拉瑟格伦地区种植的棕麝香葡萄（白麝香葡萄的一种）最为有名。澳洲大陆其他地区同样出产高质量的麝香葡萄酒。新南威尔士州瑞福利纳酿酒商Miranda甚至使用麝香葡萄干酿出了一款稻草酒。

### 新西兰
和澳大利亚类似，新西兰主要使用麝香葡萄酿造甜葡萄酒。

### 奥地利
在奥地利麝香葡萄酒，从干型到甜型的都有酿造。麝香葡萄主要在南部施蒂里亚地区种植，品种为Muskateller。

### 法国
在法国，麝香葡萄最常被用来酿造称作VINS DOUX naturels的甜葡萄酒，主要集中在弗龙蒂尼昂，吕内县，米勒瓦 (埃罗省)，圣让德米内尔瓦 (埃罗省)，里韦萨尔泰县，博姆-德-维尼斯以及科西嘉 (大区)。阿尔萨斯麝香葡萄酒以干型居多，也有少数甜型的，如Vendange tardive晚收葡萄酒和一些精选贵腐葡萄酒。

### 意大利
意大利酿造的各种麝香葡萄酒，既有餐酒也有加强葡萄酒，但最著名的还是阿斯蒂起泡酒和阿斯蒂葡萄酒。

### 西班牙
西班牙的安达卢西亚地区，巴伦西亚自治区，阿拉贡自治区，納瓦拉，加泰罗尼亚和加那利群岛都广泛种植麝香葡萄，用以酿造干型和甜型的葡萄酒，餐酒和雪利酒。

### 葡萄牙
通常酿造甜葡萄酒或是加强葡萄酒，如著名的塞图巴尔麝香葡萄酒和法瓦尤丝麝香葡萄酒。

### 阿塞拜疆
阿塞拜疆亦出产麝香葡萄酒。阿塞拜疆的最古老的葡萄酒厂生产品牌为“XAN Maral Göl”的麝香葡萄酒。

### 匈牙利
匈牙利麝香葡萄主要的种植区为托考伊地区，马特劳山地区和巴拉顿湖地区的葡萄种植地，以吕内麝香葡萄和Sárgamuskotály品种为主。所酿的葡萄酒干型和甜型都有，也有酿造贵腐葡萄酒，如著名的托卡伊贵腐葡萄酒。

### 保加利亚
奥托奈麝香葡萄大量种植于黑海地区和多瑙河平原，此外英語：，羅馬化：Rose Valley, Bulgaria出产的麝香葡萄也很有名。

### 罗马尼亚
罗马尼亚的麝香葡萄酒有干型和甜型，其中英語：，羅馬化：Jidvei，穆法特拉和英語：，羅馬化：Dealu Mare生产的最好。

### 克罗地亚
克罗地亚种植麝香葡萄以酿造干型，半干型和甜型葡萄酒。 伊斯特拉半島中部北亚得里亚海海岸线是克罗地亚麝香葡萄的主要种植区，主要品种是玫瑰麝香葡萄。

### 塞尔维亚
在塞尔维亚，麝香葡萄称作为Tamjanika，主要产地为中部的亞歷山德羅瓦茨地区，科帕奥尼克山区，以及多瑙河流域的內戈廷地区。

### 斯洛文尼亚
在斯洛文尼亚，麝香葡萄酒被称作Rumeni Muškat，其中Rumeni指的是酒液金黄的色泽。斯洛文尼亚麝香葡萄的主要种植区为哈羅澤、德拉瓦河河谷、薩瓦河下游流域以及斯洛文尼亚沿海部分地区。在沿海地区，葡萄采摘时间一般比较迟，直到深秋才会采摘，使得葡萄达到较高的糖分含量。在斯洛文尼亚，麝香葡萄酒被称作Sladki Muškat，其中Sladki的意思是“甜的”。

### 摩尔多瓦
摩尔多瓦酿造甜型和干型的麝香葡萄酒。

### 捷克
捷克的摩拉维亚南部地区是麝香葡萄的主要种植区。

### 斯洛伐克
自1941年起，斯洛伐克种植黄麝香葡萄，主要酿造托卡伊葡萄酒。

### 乌克兰
在乌克兰，麝香葡萄酒是克里米亚家家户户备受推崇的甜酒，这里种植的品种主要有白麝香、粉红麝香和黑麝香。

### 希腊
希腊的萨摩斯岛，罗得岛，帕特雷和凯法利尼亚岛都出产麝香葡萄酒。此外利姆诺斯岛也生产干型的餐酒。在希腊，甚至有许多村庄都用Moschaton加上葡萄名作为村庄的名字。

### 塞浦路斯
和希腊一样，塞浦路斯也出产麝香甜葡萄酒，主要使用黑麝香葡萄。

### 土耳其
主要的产区为安卡拉和中部Anatolian地区。

### 黎巴嫩
在黎巴嫩Ksara地区，使用麝香葡萄酿造晚收葡萄酒和加强葡萄酒，以及一种称作英語：的白葡萄酒。

### 北非
突尼斯和摩洛哥使用麝香葡萄酿造加强葡萄酒。

### 南非
在南非，麝香葡萄被称作Muscadel或Hanepoot（Hanepoot的字面意思是公鸡的脚，据说这个名字的由来是根据葡萄的叶子形状而起的。而另外一种说法是，根据麝香葡萄的形状，将公鸡的睾丸称作Hanepoot）。和澳大利亚一样，南非出产高品质的麝香加强葡萄酒，而开普敦Constantia地区的麝香晚收葡萄酒也非常有名。

### 巴西
早在70年代末巴西的意大利移民开始种植麝香葡萄来仿造阿斯蒂起泡酒。巴西南部区域，特别是南里奥格兰德州的加里波第城，麝香葡萄的种植已经有一定规模。鉴于当地意大利社区强大的影响力，麝香葡萄酒被称作Espumante tipo Asti，意思是阿斯蒂葡萄酒。然而1986年，在阿斯蒂葡萄酒和起泡酒的生产商英語：，羅馬化：Martini & Rossi的抗议下，巴西厂商正式取消了他们产品上的阿斯蒂字样。如今，巴西酿酒商每年使用麝香葡萄生产超过6,000,000升起泡酒，占巴西生产的葡萄酒总量的22%，并且自2001年起，一直以每年约15%的增速在增长。

### 美国
美国多地都有种植麝香葡萄，加利福尼亚是最大的葡萄酒产地。

### 日本
在冈山县等地也种植麝香葡萄，主要品种为亚历山大麝香葡萄，用于榨汁以及酿造甜白葡萄酒。另外日本还有各种使用麝香葡萄制作的食品，如麝香葡萄口味的冰茶。